# Дийпак Чопра
Дийпак Чопра е индийски лекар, мислител и писател, съчинил значително количество книги на тема мистика и алтернативна медицина.

## Биография
Роден е на 22 октомври 1946 година в Ню Делхи, Индия. Завършва медицина в Индийския държавен институт по медицински науки (All India Institute of Medical Sciences). По-късно специализира ендокринология. Преподава в медицинските факултети на Университета „Тъфтс“ и Бостънския универститет, след което става главен лекар на Мемориалната болница в Ню Ингланд.
Директор е на Института за алтернативна медицина, занимаващ се с проблемите на дисциплината „Медицина на връзката интелект-тяло“ (mind-body medicine) и човешкия потенциал към центъра „Шарп“ в Сан Диего. През 1992 година Чопра става член на Управителния съвет на Националния здравен институт по алтернативна медицина. Той е член на редколегията на списание „Дълголетие“. Книгите му „Как да творим здраве“, „Завръщането на ришите“, „Квантово лечение“, „Идеалното здраве“ и „Безусловната жизненост“ са преведени на повече от двадесет и пет езика. Големи части от книгата му „Тяло без възраст, разум без време“ са изплагиатствани от книгата „Поведенческа ендокринология“, като авторът на съответната глава спечелва процеса срещу Чопра, който е принуден да си признае за плагиатството.
Според Чопра, алергиите се причиняват от лошо храносмилане, а процесът на стареене може да бъде преобърнат, ако „научим тялото си да метаболизира време“.
Чопра допринася, повече от всеки друг, за популяризирането на аюрведата на Махариши в САЩ, която смесва с ню ейдж идеи с представите си за връзката между съзнание и квантова механика. За последните си идеи той е осмян от научната общност с Анти-Нобелова награда. Той смята, че разумът лекува, като хармонизира и уравновесява квантово-механичното тяло. Също така, смята, че „ако имаме хубави мисли, ще имаме щастливи молекули“. Всякакви връзки между твърденията на Чопра и съратниците му по отношение на квантовата механика се отхвърлят като ненаучни.